# Michail Osinov
Michail Svjatoslavovič Osinov (in russo Михаил Святославович Осинов?; Arti, 8 ottobre 1975) è un allenatore di calcio ed ex calciatore russo, di ruolo centrocampista.

## Palmarès

### Giocatore

#### Competizioni nazionali
- Pervenstvo Futbol'noj Nacional'noj Ligi: 1

Rostov: 2008